# Hinlopenstretet

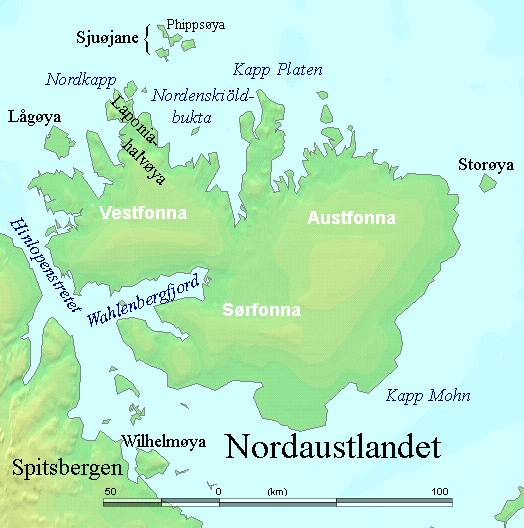
L'Hinlopenstretet sulla carta.

L'Hinlopenstretet è lo stretto che separa l'isola di Spitsbergen dall'isola di Nordaustlandet. Queste due isole fanno parte dell'arcipelago delle isole Svalbard, in Norvegia.